# أليخاندرو سيتشيرو
أليخاندرو إنريكي سيتشيرو كوناريك (بالإسبانية: Alejandro Cichero) (مواليد 20 أبريل 1977 في كراكاس) لاعب كرة قدم فنزويلي دولي يجيد اللعب في خط الدفاع . يلعب حاليا لصالح نادي ميليوناريوس الفنزويلي من سنة 2010 .

## روابط خارجية
- أليخاندرو سيتشيرو على موقع الاتحاد الدولي (مؤرشف)  (الإنجليزية)
- أليخاندرو سيتشيرو على موقع قاعدة بيانات كرة القدم.إي يو (الإنجليزية)
- أليخاندرو سيتشيرو على موقع ناشيونال فوتبول تيمز (الإنجليزية)
- أليخاندرو سيتشيرو على موقع Soccerway.com (الإنجليزية)